# Marcos André
Marcos André, pseudonimo di Marcos André de Sousa Mendonça (São Luís, 20 ottobre 1996), è un calciatore brasiliano, attaccante del Real Valladolid.

## Caratteristiche tecniche
È un centravanti.

## Carriera
Acquistato dal Celta Vigo nel 2015, ha trascorso i successivi quattro anni in prestito fra terza e quarta divisione, giocando 107 incontri con le maglie di Órdenes e UD Logroñés.
Nel 2019 è stato acquistato dal Real Valladolid che lo ha ceduto in prestito per una stagione al Mirandés, in Segunda División. Al rientro è stato confermato in prima squadra ed il 27 settembre 2020 ha debuttato nella Liga giocando l'incontro pareggiato 1-1 contro il Celta Vigo.
Il 25 agosto 2021 viene acquistato dal Valencia.